# Pelargonium spinosum
Pelargonium spinosum är en näveväxtart som beskrevs av Carl Ludwig von Willdenow. Pelargonium spinosum ingår i släktet pelargoner, och familjen näveväxter. Inga underarter finns listade i Catalogue of Life.